# Roger Atkinson Pryor

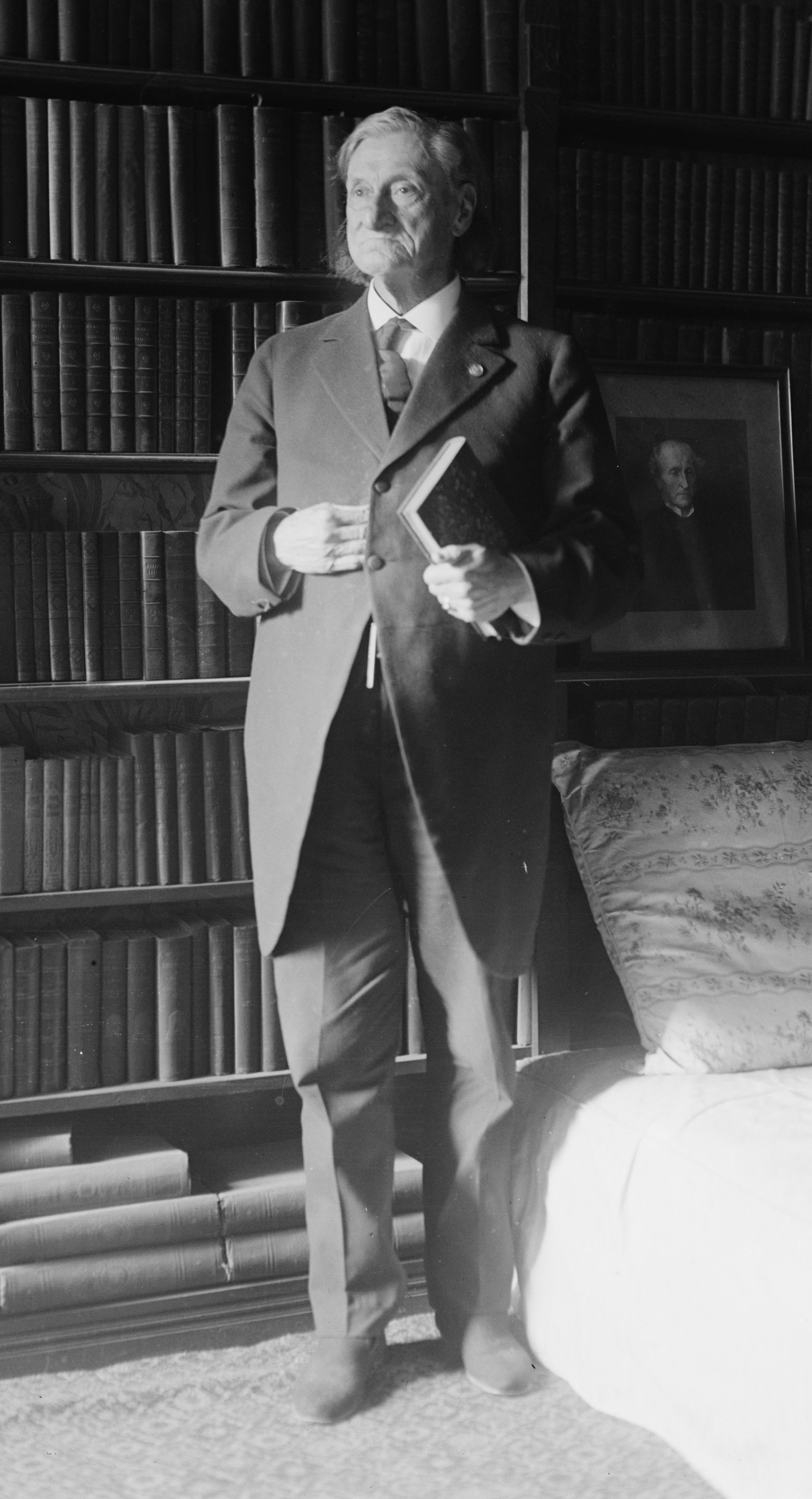
Roger Atkinson Pryor

Roger Atkinson Pryor (* 19. Juli 1828 bei Petersburg, Virginia; † 14. März 1919 in Manhattan, New York City) war ein US-amerikanischer Politiker (Demokratische Partei) und Offizier in der Konföderiertenarmee.

## Frühe Jahre und politischer Aufstieg
Pryor graduierte 1845 an dem Hampden-Sydney College und dann 1848 an der Rechtsabteilung der University of Virginia. Im nachfolgenden Jahr bekam er seine Zulassung als Anwalt, jedoch praktizierte auf Grund seiner schlechten Gesundheit nicht. Daraufhin ging er einige Jahre dem Journalismus nach. In dieser Zeit war er 1852 in der Redaktion des Washington Union und dann 1854 in der Redaktion des Richmond Enquirer tätig. Ferner wandte er sich der Politik zu und wurde 1854 zum Sonderbotschafter in Griechenland ernannt. Bei seiner Rückkehr nach Virginia 1857 gründete er The South. Er war ein brennender und redegewandter Fürsprecher der Sklaverei, des Staatsrechts und der Sezession.
1859 wurde er als Demokrat in das US-Repräsentantenhaus gewählt, um dort die freie Stelle zu füllen, die durch den Tod von William O. Goode, der den vierten Wahldistrikt von Virginia vertrat, entstand. Er verblieb dort vom 7. Dezember 1859 bis zum 3. März 1861. In dieser Zeit entwickelte Pryor ein besonderer Feindschaft zum Abgeordneten Thaddeus Stevens, einem republikanischen Abolitionisten.
Während seiner Zeit im US-Kongress geriet er in einen heftigen Streit mit John F. Potter, einem Abgeordneten aus Wisconsin, und forderte ihn schließlich zum Duell. Potter hatte die Wahl der Waffen und wählte die Bowiemesser. Daraufhin wich ihm Pryor mit der Begründung aus, dass Bowiemesser keine zivilisierten Waffen waren. Der Vorfall wurde durch die nördliche Presse weit verbreitet, die die Ablehnung als einen Coup für den Norden ansahen, indem sie einen Südstaaten Feuerschlucker demütigten.

## Amerikanischer Bürgerkrieg
Anfang 1861 warb Pryor für eine unmittelbare Sezession von Virginia, jedoch sah die Staatsverfassung dieses nicht vor. Frustriert ging Pryor im April nach Charleston, South Carolina und drängte dort auf einen sofortigen Angriff auf Fort Sumter. (Pryor behauptete, dass dies Virginia zu Abspaltung bringen würde.) Am 12. April begleitete er die letzte konföderierte Verhandlung um das Fort vor der Bombardierung, allerdings blieb er im Boot. Anschließend wurde ihm, während er in Fort Johnson verweilte, angeboten den ersten Schuss abzugeben. Trotz seiner früheren Rhetorik, lehnte er mit den Worten ab, "Ich könnte nicht den ersten Schuss des Krieges abfeuern."
Pryor wurde 1861 wieder in den US-Kongress gewählt, jedoch konnte er infolge der Sezession von Virginia selbstverständlich den Sitz im US-Kongress nicht antreten. (Zu jener Zeit wählten einige Staaten, einschließlich Virginia, die US-Abgeordneten im Frühjahr der ungeraden Jahre. Dies war möglich, da sich der Kongress fast immer spät im Jahr traf.) Stattdessen diente er zuerst im Provisorischen Konföderiertenkongress von 1861 und später im 1. Konföderiertenkongress von 1862 unter der Verfassung der Konföderierten Staaten.
Er trat der Konföderiertenarmee mit dem Dienstgrad eines Colonels der 3. Virginia Infanterie bei. Am 16. April 1862 wurde er zum Brigadegeneral befördert. Seine Brigade bestand aus den Regimentern aus Virginia, Alabama und Florida, die im Halbinsel-Feldzug und beim zweiten Manassas kämpften. Bei den dort stattfindenden Kämpfen wurde er von seiner Brigade getrennt, so dass Stonewall Jackson zeitweilig das Kommando hatte. Bei Antietam übernahm er am 17. September 1862 das Kommando über Andersons Division in Longstreets Corps als Generalmajor Anderson verwundet wurde.
Auf Grund einer Meinungsverschiedenheit mit dem konföderierten Präsidenten Jefferson Davis über seinen Wunsch nach einem dauerhaften höheren Feldbefehl, trat Pryor von seinem Kommando 1863 zurück und die Brigade wurde aufgelöst. Im August desselben Jahres diente er dann als Private und Scout in einem Virginia Kavallerieregiment unter General Fitzhugh Lee. Am 28. November 1864 wurde er gefangen genommen und in Fort Lafayette als mutmaßlicher Spion eingesperrt. Auf Befehl von US-Präsidenten Lincoln wurde er auf Bewährung entlassen und kehrte nach Virginia zurück.

## Weiterer Lebenslauf
Nach dem Krieg zog er mit seiner Familie 1865 nach New York City, wo er eine profitable Anwaltskanzlei mit einem Partner gründete. 1876 vertrat er dann New York bei der Democratic National Convention. Er bekleidete von 1890 bis 1894 das Amt des Richters am Court of Common Pleas und von 1894 bis 1899 am New York Supreme Court. Am 10. April 1912 wurde er dann durch die Berufungsabteilung des State Supreme Court zum amtlichen Gutachter ernannt und diente in dieser Position bis zu seinem Tod in New York City. Er starb an einer Lungenentzündung und wurde anschließend auf dem Princeton Cemetery in Princeton, New Jersey beigesetzt.

## Familie
Roger war der Sohn von Rev. Theodorick Bland Pryor und Lucy (Atkinson) Pryor. Am 8. November 1848 heiratete er Sara Agnes Rice (1830–1912).

## Veröffentlichungen
- The Mother of Washington and her Times (1903),
- Reminiscences of Peace and War (1904)
- The Birth of the Nation (1907) und
- My Day: Reminiscences of a Long Life (1909).